# Tyrannomyrmex alii
Tyrannomyrmex alii is een mier uit de onderfamilie van de knoopmieren (Myrmicinae), die voorkomt in de West-Ghats in India.